# Sante Mingazzi

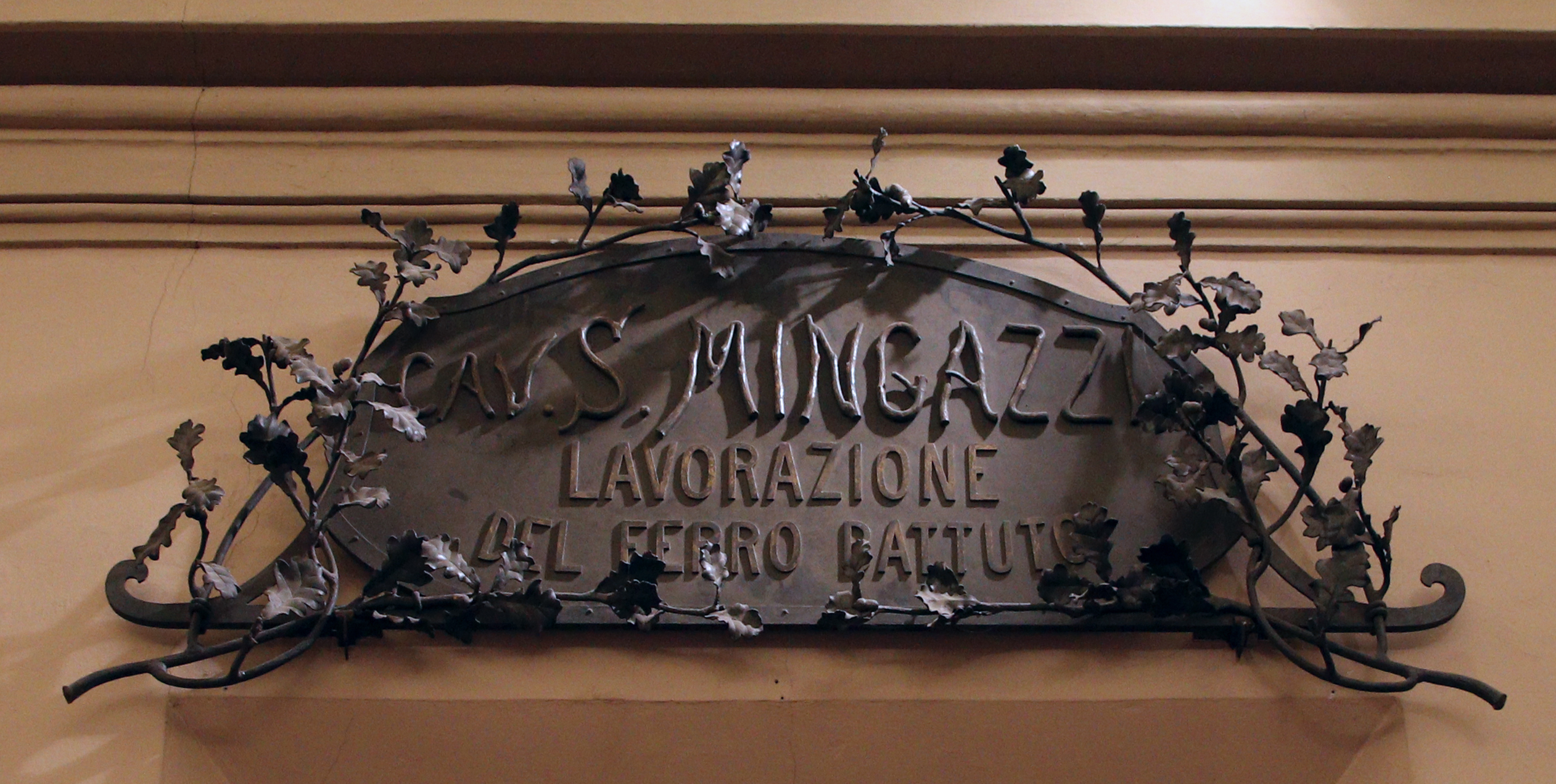
Insegna dell'Officina Mingazzi, opera di Sante Mingazzi in ferro battuto

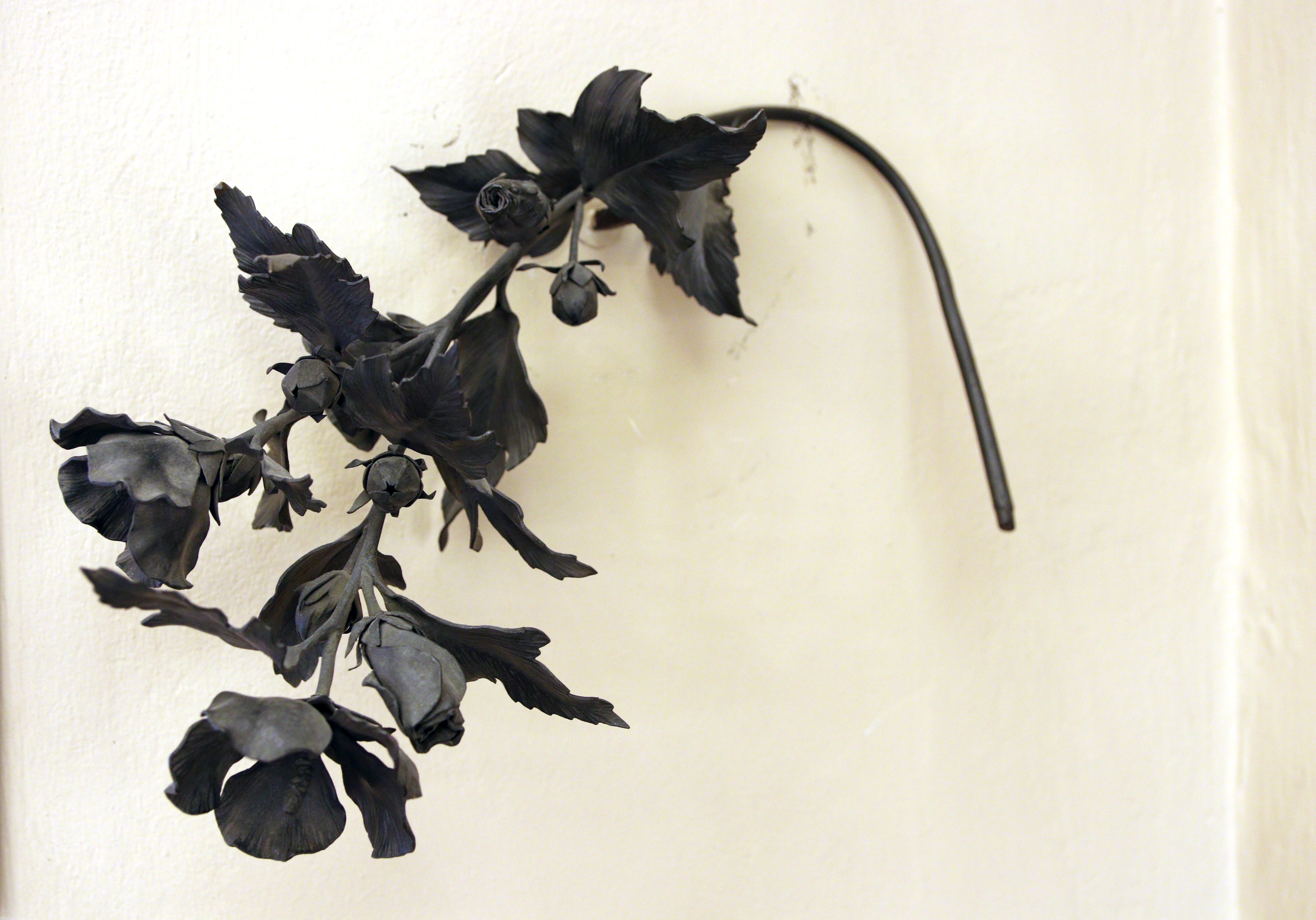
Ramo d'altea in ferro battuto, opera di Mingazzi, al Museo Davia Bargellini

Sante Mingazzi (Ravenna, 1867 – Bologna, 1922) è stato un artigiano italiano, artista del ferro battuto.

## Biografia

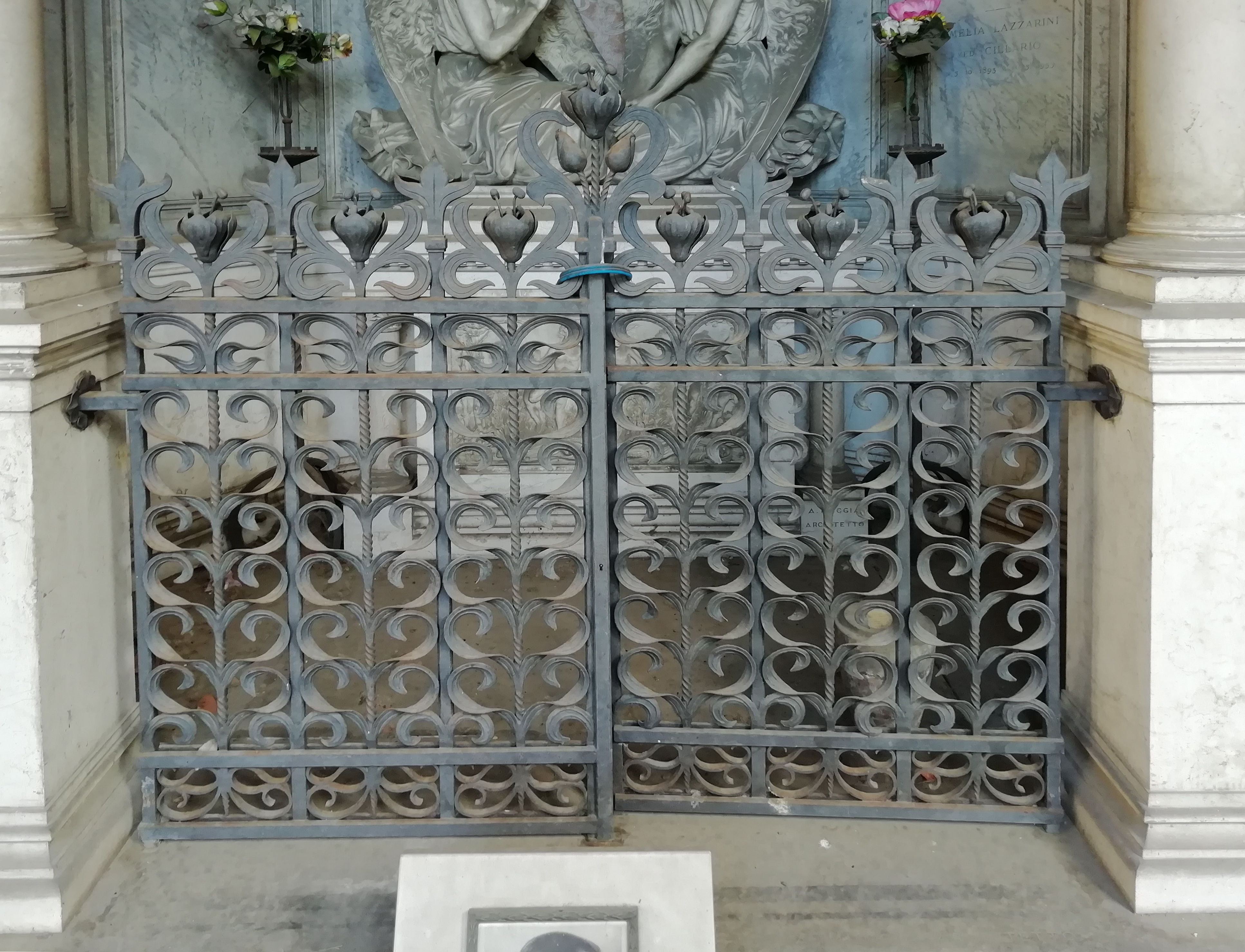
La cancellata di pregio in ferro battuto della cella Cillario, nella Certosa di Bologna.

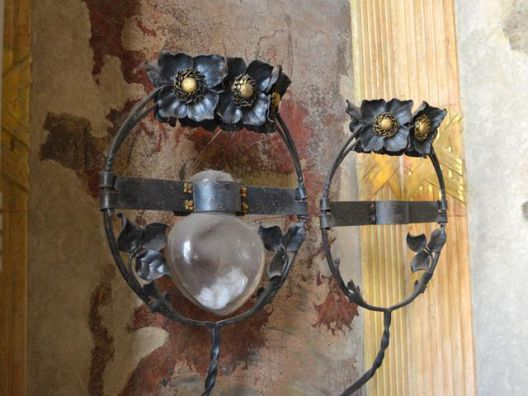
Ferro battuto della Cappella Rizzi del 1908, realizzati dalla manifattura Mingazzi.

Allievo di Giorgio Pasolini a Ravenna, sua città natale, e di Pietro Maccaferri a Bologna, Mingazzi si è orientato fin dall'inizio della sua attività verso moduli espressivi floreali, affiancando il gusto per lo stile Art Nouveau a una rigorosa osservazione della natura.
I suoi lavori si distinguono «per un'abilità esecutiva che riesce a dare a un materiale particolarmente rigido una sorprendente eleganza e mobilità». Sono testimonianza di una scuola di gusto raffinato, che predilige la forgiatura a freddo alla fucina.
Nella prima parte della carriera la produzione di Mingazzi si inserisce pienamente nell'alveo del Liberty bolognese, influenzato dalle idee di Alfonso Rubbiani e degli artisti di Aemilia Ars, con i quali partecipa all'Esposizione di arti decorative e industriali di Torino del 1902.
Col tempo, oltre a dimostrare di poter «creare in proprio, senza bisogno di servirsi di disegni altrui, i progetti per le proprie opere», mostra una capacità imprenditoriale che lo porterà ad avere un'officina e un'attività solida, benché sempre con un numero ridotto di operai. Secondo Benedetta Basevi e Mirko Nottoli, l'incapacità ad espandere l'impresa è dovuta al livello qualitativamente sempre elevato della produzione.
La sua mano si osserva in numerosi manufatti in ferro battuto presenti nel centro di Bologna quali orologi, insegne, lampade e ghirlande, e nel cimitero della Certosa, come nella Cappella Rizzi e nella Cella Cillario.
Tra le sue opere migliori vi sono: la grande lampada votiva per la cappella della Pace in San Francesco e gli elementi decorativi per i villini dell'architetto Paolo Sironi costruiti tra via Saragozza e via Sant'Isaia tra il 1905 e il 1910.
Inoltre il lampadario della profumeria Goselli in Palazzo Ronzani del 1915, i lampadari e gli arredi del café-chantant Eden Kursaal, la pensilina della pasticceria Rovinazzi (poi Zanarini) in via d'Azeglio.
Nel 1914, in occasione della Decennale eucaristica della parrocchia di San Giovanni in Monte, Sante Mingazzi confeziona una elaborata insegna per la sua officina, aperta da alcuni anni in via Santo Stefano n. 28.
Alcune produzioni di Sante Mingazzi sono conservate nel Museo civico d'arte industriale Davia Bargellini, dono della figlia nel 1983.